# 玩命直播
是於2016年上映的美國科技驚悚冒險片，改編自珍妮·萊恩所著作的小說《試膽任務》，由亨利·喬斯特及艾瑞爾·舒曼執導，艾瑪·羅勃茲、戴夫·法蘭科和茱莉葉·路易絲主演。

## 劇情大綱
小薇是個平凡不起眼的高中女生，受到好友的刺激和好奇心，鼓起勇氣參加網路上最熱門的直播試膽任務，這個試膽任務中，有想賺錢和獲取知名度的「玩家」，以及付費觀賞玩家任務的「粉絲」，玩家依照指令執行任務，只要闖關就能獲得獎金。
小薇在執行任務的過程中，遇到帥氣的伊恩，兩人的曖昧情愫和任務發展緊緊相扣，她深陷遊戲之中，但卻發現自己的每一步都不再只是遊戲，而是攸關生死的賭局，她現在逃不開，躲不掉，想撒手不玩都不行……。

## 人物角色
| 演員                         | 角色                                          | 簡介                               |
| 艾瑪·羅勃茲 Emma Roberts     | 薇納絲「小薇」·德莫尼科 Venus "Vee" Delmonico | 主角，「玩命直播」玩家之一         |
| 戴夫·法蘭科 Dave Franco      | 伊恩/山姆 Ian / Sam                           | 小薇的搭檔，「玩命直播」玩家之一   |
| 艾蜜莉·米德 Emily Meade      | 西妮·史隆 Sydney Sloane                       | 小薇的朋友，「玩命直播」玩家之一   |
| 邁爾斯·海瑟 Miles Heizer     | 湯米 Tommy                                    | 小薇的朋友，暗戀小薇，是個電腦駭客 |
| 機關槍凱利 Colson Baker      | 阿泰 Ty                                       | 「玩命直播」玩家之一，小薇的對手   |
| 茱莉葉·路易絲 Juliette Lewis | 南西·德莫尼科 Nancy Delmonico                 | 小薇的母親                         |

## 發行

### 票房
《玩命直播》以兩千萬美元的預算在美國和加拿大共賺進了三千六百萬美元，在海外則是賺進了四千兩百九十萬美元，總計八千一百五十萬美元的收入。

### 評價

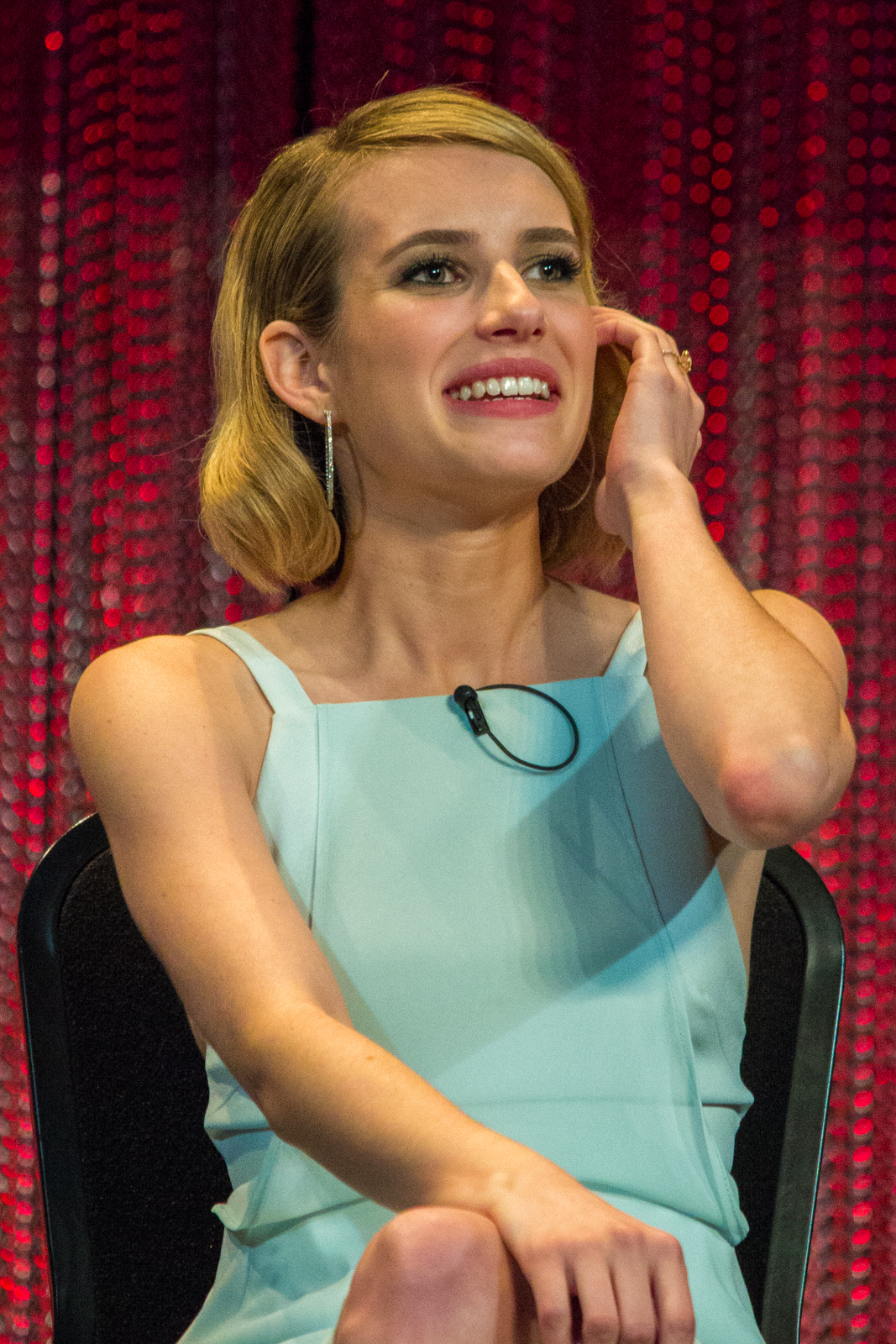
艾瑪·羅勃茲的主演表現受到肯定。

爛番茄基於120條評論，給出了新鮮度為65%、平均分數為5.7的正面評價。Metacritic上基於33條評論得到58分，表示「混合或平均評價」。 CinemaScore上觀眾給予本片從A+到F中平均為「A−」的評價。網際網路電影資料庫則是給出6.7分。

### 獎項
| 年   | 獎項       | 獎項類別       | 被提名者 | 結果 | 備註 |
| ---- | ---------- | -------------- | -------- | ---- | ---- |
| 2017 | 人民選擇獎 | 最受歡迎驚悚片 | 玩命直播 | 提名 |      |

## 外部連結
- 官方网站
- 互联网电影数据库（IMDb）上《玩命直播》的资料（英文）
- 爛番茄上《玩命直播》的資料（英文）
- Metacritic上《玩命直播》的資料（英文）
- AllMovie上《玩命直播》的资料（英文）
- Box Office Mojo上《玩命直播》的資料（英文）
- TCM电影资料库上《玩命直播》的资料（英文）